# Acrasidae

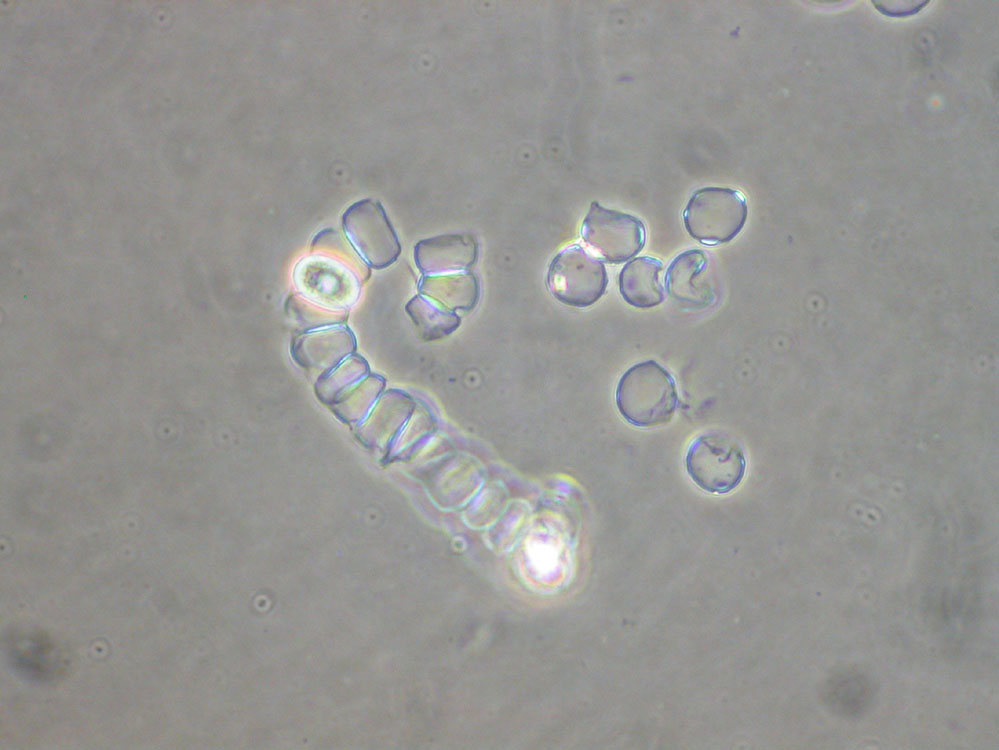
Esporos e amebas de Acrasis rosea.

Acrasidae (ICZN)  ou Acrasiomycota (ICBN), por vezes designado por acrasídeos, é uma família de protistas, do tipo dos fungos mucilaginosos, pertencente à ordem monotípica Acrasida do filo Percolozoa do reino Excavata. O nome deriva do vocábulo do grego clássico ἀκρασία (akrasia), de akrasia, "não ter comando sobre si mesmo".

## Descrição
Os termos "Acrasiomycota" ou "Acrasiomycetes" têm sido tradicionalmente usados para designar este grupo quando estes organismos eram considerados como um grupo de fungos ("-mycota"). O prefixo "acrasio-" deriva do grego clássico ἀκρασία (akrasia), uma referência ao dilema filosófico apresentado pelo personagem Sócrates no diálogo Protágoras de Platão.
Contudo, apesar destes organismos serem em geral designados por bolores limosos ou fungos mucilaginosos, este grupo de organismos não estão relacionados nem com os fungos nem com os mixomicetos, mas são protistas que pertencem ao reino Excavata.
Apesar da inclusão entre os Excavata ter ganhado ampla aceitação, alguns sistemas de classificação consideram o grupo como sendo um reino autónoma dentro do domínio Eukarya, debate que ainda não está totalmente encerrado.
Considerados como organismo do tipo «bolor limoso» ou «fungo mucilaginoso», estes seres unicelulares vivem como organismos detritívoros, embora também se alimentem de bactérias e de outros microrganismos.

### Taxonomia
Na sua presente circunscrição taxonómica o grupo inclui dois géneros e cerca de cinco espécies.
Em algumas classificações o género Dictyostelium era incluído entre os Acrasiomycetes, um grupo artificial (polifilético) de bolores limosos celulares, que tinha como característica comum definidora do agrupamento taxonómico a ocorrência em pelo menos uma fase do ciclo de vida da agregação de amebas individuais num grex (pseudoplasmódio) multicelular capaz de produzir um corpo frutificante produtor de esporos, factor que determinava a relação entre acrasídeos e dictiostelídeos.

### Ciclo de vida
O ciclo de vida destes organismos compreende três fases:
- As células individuais ou amebas aparecem em madeira, matéria vegetal em decomposição ou no solo;
- Quando os recursos alimentares ou a água atingem um nível limitante, estas amebas libertam feromonas, entre as quais a acrasina, para promover a agregação das células ameboides. Neste estádio as amebas movem-se como um grande agregado, denominado pseudoplasmódio (ou grex), formado por milhares de células;
- Quando no pseudoplasmódio as células ameboides se reproduzem originam corpos frutíferos formadores de esporos, morfologicamente semelhantes aos corpos frutificantes dos fungos. Os esporos dão lugar a indivíduos unicelulares.

O ciclo de vida é muito similar ao dos Dictyostelea, grupo que contudo não é considerado como filogeneticamente próximo. Tal como naquele grupo, quando formam um grex, os ameboides reproduzem-se formando uma estrutura, semelhante ao corpo frutificante dos fungos, na qual são produzidos esporos, que se desenvolvem em organismos unicelulares, reiniciando o ciclo.
Anteriormente a família Guttulinopsidae (com os géneros Guttulinopsis e Rosculus) era incluída neste táxon, mas os resultados de análises filogéticas recentes permitiram sitá-la entre os Rhizaria.